# Phylus melanocephalus
Phylus melanocephalus ist eine Wanzenart aus der Familie der Weichwanzen (Miridae). Phylus palliceps (Fieber, 1861) wurde 2005 von Pagola-Carte et al. mit dieser Art synonymisiert.

## Merkmale
Die Wanzen werden 4,5 bis 6,0 Millimeter lang. Die mitteleuropäischen Arten der Gattung Phylus sind verhältnismäßig lang und schlank gebaut und können anhand der Färbung ihres Kopfes und der Hemielytren ziemlich sicher bestimmt werden.

## Vorkommen und Lebensraum
Die Art tritt in Europa, östlich bis zum Kaukasus und in Südeuropa nur im Westen bis nach Spanien auf. In Deutschland und Österreich ist die Art weit verbreitet und häufig.

## Lebensweise
Man findet die Wanzen an verschiedenen Laubgehölzen, sie saugen jedoch nur an den Blättern und unreifen Reproduktionsorganen von Eichen (Quercus). Gelegentlich kann man sie jedoch auch beim Saugen an Blattläusen und anderen kleinen Insekten beobachten. Die adulten Wanzen treten von Ende Mai bis August auf. Die Weibchen legen ihre Eier an den jungen Trieben der Nahrungspflanzen nahe dem Ansatz der Blattstiele ab.